# Радојко Којадиновић
Радојко Којадиновић (око 1745 — 1835) је био обор-кнез јасеничке кнежевине.
Радојко Којадиновић рођен је око 1745. године у селу Селевцу, у великој и разгранатој породици Митроваца. Пореклом са Косова. У арачком тефтеру јасеничке капетаније смедеревског округа за 1832/33. годину уписан је под бројем 83 као „Радојко Којадиновић, стар 87 година, ослобођен пореза“. Са њим су уписани и капетан Сима син 39, Маринко син 33, Ранко син 29, Глигорије унук 5, Василије унук 5 и Антоније унук једна и по година.
Кад је Вујица Вулићевић у септембру 1805. године постављен за војводу смедеревске нахије он је око себе поставио људе од поверења. За обор-кнеза јасеничке кнежине поставио је Радојка Којадиновића из Селевца, за свог саветника Јанка Ђурђевића из Коњске (Михајловац), за буљубашу Милосава из Лапова а за писара Милоја Поповића – Ђака из Кусатка.
Априла 1834. књаз Милош је дошао из Пожаревца у Осипаоницу, где је опростио бунџијама за Ђакову буну. Том приликом Радојко је предао књазу коња - хата трогодца. Радојко је тада (обзиром на податак из арачког тефтера) имао 89 година и био је међу четворицом најстаријих кметова на тој свечаности.
Радојко је родоначелник Радојковића у Селевцу. Његов син Сима био је капетан јасеничке капетаније смедеревског округа.